# Теорема Виноградова
В теории чисел теорема Виноградова является результатом, из которого следует, что любое достаточно большое нечётное целое число может быть записано как сумма трёх простых чисел. Это более слабая форма слабой гипотезы Гольдбаха, которая подразумевает существование такого представления для всех нечётных целых чисел, превышающих пять.
Теорема названa в честь Ивана Матвеевича Виноградова, который доказал её в 1930-х годах. Харди и Литтлвуд ранее показали, что этот результат вытекает из обобщенной гипотезы Римана, и Виноградов смог устранить это предположение. Полное изложение теоремы Виноградова даёт асимптотические оценки числа представлений нечётного целого числа в виде суммы трёх простых чисел. Понятие «достаточно большой» было плохо определено в оригинальной работе Виноградова, но в 2002 году было показано, что 101346 является достаточно большим. Кроме того, числа до {\displaystyle 10^{20}} были проверены методами грубой силы, таким образом, остается только конечное число случаев для проверки, прежде чем будет доказана или опровергнута нечётная гипотеза Гольдбаха.

## Утверждение теоремы Виноградова
Пусть A — положительное действительное число. Затем
{\displaystyle r(N)={1 \over 2}G(N)N^{2}+O\left(N^{2}\log ^{-A}N\right),}
где
{\displaystyle r(N)=\sum _{k_{1}+k_{2}+k_{3}=N}\Lambda (k_{1})\Lambda (k_{2})\Lambda (k_{3}),}
используя функцию Мангольдта {\displaystyle \Lambda }, и
{\displaystyle G(N)=\left(\prod _{p\mid N}\left(1-{1 \over {\left(p-1\right)}^{2}}\right)\right)\left(\prod _{p\nmid N}\left(1+{1 \over {\left(p-1\right)}^{3}}\right)\right).}

## Следствие
Если N нечётно, то G(N) примерно равно 1, следовательно {\displaystyle N^{2}\ll r(N)}, для всех достаточно больших N. Показывая, что вклад, вносимый в r(N) соответствующими главными силами, таков {\displaystyle O\left(N^{3 \over 2}\log ^{2}N\right)}, можно видеть, что
{\displaystyle N^{2}\log ^{-3}N\ll } (количество способов N может быть записано в виде суммы трёх простых чисел)
Это означает, в частности, что любое достаточно большое нечётное целое число может быть записано как сумма трёх простых чисел, что показывает слабую гипотезу Гольдбаха для всех случаев, кроме конечного числа. В 2013 году Харальд Хелфготт доказал слабую гипотезу Гольдбаха для всех случаев.

## Стратегия доказательства
Доказательство теоремы следует методу круга Харди-Литтлвуда. Определите экспоненциальную сумму
{\displaystyle S(\alpha )=\sum _{n=1}^{N}\Lambda (n)e(\alpha n)}.
Тогда у нас есть
{\displaystyle S(\alpha )^{3}=\sum _{n_{1},n_{2},n_{3}\leq N}\Lambda (n_{1})\Lambda (n_{2})\Lambda (n_{3})e(\alpha (n_{1}+n_{2}+n_{3}))=\sum _{n\leq 3N}{\tilde {r}}(n)e(\alpha n)},
где {\displaystyle {\tilde {r}}} обозначает количество представлений, ограниченных простыми степенями {\displaystyle \leq N}. Следовательно
{\displaystyle r(N)=\int _{0}^{1}S(\alpha )^{3}e(-\alpha N)\;d\alpha }.
Если {\displaystyle \alpha } это рациональное число {\displaystyle {\frac {p}{q}}}, то {\displaystyle S(\alpha )} оно может быть задано распределением простых чисел в классах вычетов по модулю {\displaystyle q}. Следовательно, используя теорему Сигеля-Вальфиса, мы можем вычислить вклад вышеупомянутого интеграла в малых окрестностях рациональных точек с малым знаменателем. Множество действительных чисел, близких к таким рациональным точкам, обычно называют главными дугами, дополнение образует второстепенные дуги. Оказывается, что эти интервалы доминируют над интегралом, поэтому для доказательства теоремы необходимо дать верхнюю оценку для {\displaystyle S(\alpha )} для {\displaystyle \alpha }, содержащихся в малых дугах. Эта оценка является самой сложной частью доказательства.
Если мы примем обобщённую гипотезу Римана, аргумент, используемый для главных дуг, может быть распространен на второстепенные дуги. Это было сделано Харди и Литтлвудом в 1923 году. В 1937 году Виноградов дал безусловную верхнюю границу для {\displaystyle |S(\alpha )|}. Его аргумент начался с простого определения сита, затем полученные термины были переставлены сложным образом, чтобы получить некоторую отмену. В 1977 году Р. К. Воэн нашёл гораздо более простой аргумент, основанный на том, что позже стало известно как личность Воана (англ. Vaughan’s identity). Он доказал, что если {\displaystyle |\alpha -{\frac {a}{q}}|<{\frac {1}{q^{2}}}}, то
{\displaystyle |S(\alpha )|\ll \left({\frac {N}{\sqrt {q}}}+N^{4/5}+{\sqrt {Nq}}\right)\log ^{4}N}.
Используя теорему Сигеля-Вальфиса, мы можем иметь дело с {\displaystyle q} произвольными степенями {\displaystyle \log N}, используя теорему об аппроксимации Дирихле, которую мы получаем {\displaystyle |S(\alpha )|\ll {\frac {N}{\log ^{A}N}}} на малых дугах. Следовательно, интеграл по малым дугам может быть ограничен сверху
{\displaystyle {\frac {CN}{\log ^{A}N}}\int _{0}^{1}|S(\alpha )|^{2}\;d\alpha \ll {\frac {N^{2}}{\log ^{A-1}N}}},
что даёт термин ошибки в теореме.